# Mrákotín (ort i Tjeckien, Pardubice)
Mrákotín är en ort i Tjeckien.   Den ligger i regionen Pardubice, i den centrala delen av landet, 110 km öster om huvudstaden Prag. Mrákotín ligger 459 meter över havet och antalet invånare är 346.
Terrängen runt Mrákotín är platt norrut, men söderut är den kuperad. Terrängen runt Mrákotín sluttar norrut. Runt Mrákotín är det ganska tätbefolkat, med 60 invånare per kvadratkilometer. Närmaste större samhälle är Chrudim, 19,0 km nordväst om Mrákotín. Omgivningarna runt Mrákotín är en mosaik av jordbruksmark och naturlig växtlighet.